# Muschelkalk

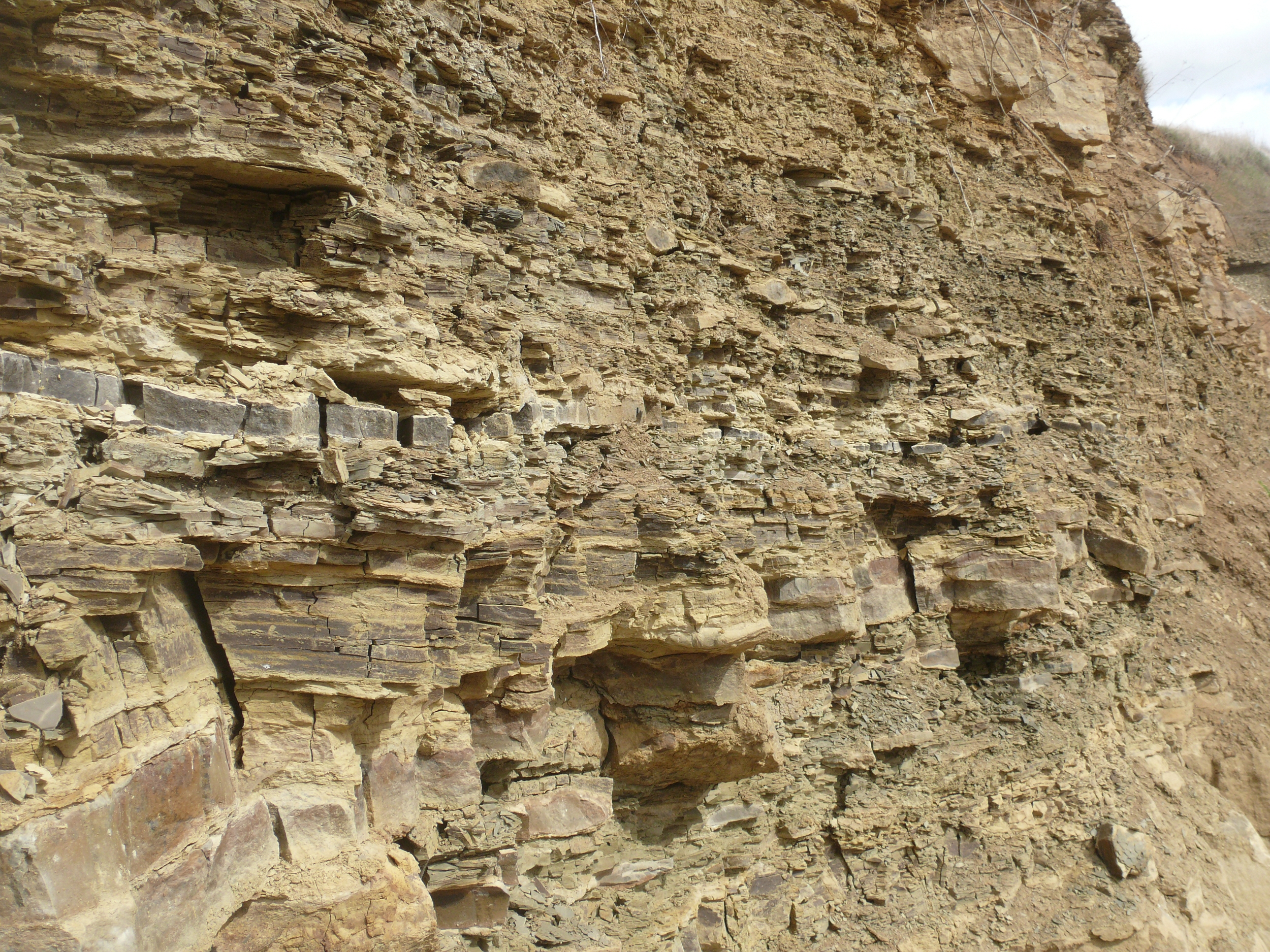
Carbonatos de las Facies Müschelkalk en Tauberland, Alemania.

Las facies Müschelkalk (del alemán 'caliza con conchas') son unos sedimentos de composición carbonática y edad triásica, descritos por Friedrich August von Alberti en el año 1834 en la cuenca germánica, aunque también se encuentran en muchas zonas del continente europeo. Se sitúan por debajo de las facies Keuper y por encima de las facies Buntsandstein. Se depositaron entre el Anisiense (245 Ma) y el principio del Ladiniense (239 Ma) y en el norte de Alemania puede tener una potencia de hasta 500 m.
Son ricas en contenido fósil, incluyendo lagerstätten donde se han podido estudiar organismos de «cuerpo blando» como anélidos y platelmintos.